# Cleonaria bicolor
Cleonaria bicolor är en skalbaggsart som beskrevs av Thomson 1864. Cleonaria bicolor ingår i släktet Cleonaria och familjen långhorningar. Inga underarter finns listade i Catalogue of Life.